# Adrian Mazilu
Adrian Mazilu (Constanza, Rumania, 13 de septiembre de 2005) es un futbolista rumano que juega de delantero en el S. B. V. Vitesse de la Eredivisie.

## Trayectoria
Debutó en liga con el F. C. Farul Constanța el 12 de noviembre de 2022 en partido de la Liga I contra el AFC Chindia Târgoviște.

## Estadísticas

### Clubes
Actualizado al último partido disputado el 7 de febrero de 2024.
| Club                            | Div.          | Temporada     | Liga  | Liga  | Liga   | Copas nacionales | Copas nacionales | Copas nacionales | Copas internacionales | Copas internacionales | Copas internacionales | Total | Total | Total  |
| Club                            | Div.          | Temporada     | Part. | Goles | Asist. | Part.            | Goles            | Asist.           | Part.                 | Goles                 | Asist.                | Part. | Goles | Asist. |
| ------------------------------- | ------------- | ------------- | ----- | ----- | ------ | ---------------- | ---------------- | ---------------- | --------------------- | --------------------- | --------------------- | ----- | ----- | ------ |
| F. C. Farul Constanța · Rumania | 1.ª           | 2022-23       | 19    | 6     | 1      | 2                | 1                | 0                | —                     | —                     | —                     | 21    | 7     | 1      |
| F. C. Farul Constanța · Rumania | 1.ª           | 2023-24       | 16    | 1     | 2      | 1                | 0                | 0                | 8                     | 1                     | 1                     | 25    | 2     | 3      |
| F. C. Farul Constanța · Rumania | Total club    | Total club    | 35    | 7     | 3      | 3                | 1                | 0                | 8                     | 1                     | 1                     | 46    | 9     | 4      |
| S. B. V. Vitesse · Países Bajos | 1.ª           | 2023-24       | 1     | 0     | 0      | 1                | 0                | 0                | —                     | —                     | —                     | 2     | 0     | 0      |
| S. B. V. Vitesse · Países Bajos | Total club    | Total club    | 1     | 0     | 0      | 1                | 0                | 0                | 0                     | 0                     | 0                     | 2     | 0     | 0      |
| Total carrera                   | Total carrera | Total carrera | 36    | 7     | 3      | 4                | 1                | 0                | 8                     | 1                     | 0                     | 48    | 9     | 4      |

## Palmarés

### Títulos nacionales
| Título | Club                  | País    | Año  |
| ------ | --------------------- | ------- | ---- |
| Liga I | F. C. Farul Constanța | Rumania | 2023 |